# Манива Нэн-рю
Манива Нэн-рю (яп. 馬庭念流) — древнее японское боевое искусство (корю), основанное в 1591 году Хигути Матаситиро (англ. Higuchi Matashichirō).

## История
Школа Манива Нэн-рю была основана Хигути Матаситиро в 1591 году во времена периода Адзути-Момояма.
Семья Матаситиро ведёт свои корни от Хигути Дзиро Канэмицу (Higuchi Jiro Kanemitsu), одного из четырёх основных самураев Кисо Ёсинака. Его потомок, Хигути Канэсигэ (Higuchi Kaneshige), обучался искуссву Нэн-рю и служил семье Хираи. После падения замка Хираи Канэсиге перебирается в деревню Манива, где и развивает полученные им знания.
Спустя несколько поколений семейной традицией изучения школы Нэн-рю на примере своего деда заинтересовался Хигути Матаситиро, уже обладавший знаниями стиля Синто-рю. Он вступил в ряды учеников Томомацу Сэйдзо Фудзивара Удзимунэ и проходил обучение на протяжении 17-ти лет (до 1590 года). В феврале 1591 года Матаситиро становится 8-м главою школы Нэн-рю, получив передачу от Томомацу Удзимунэ. Хигути Матаситиро провёл реорганизацию полученных им знаний, добавив к техникам Нэн-рю методы работы с нагинатой (длинный меч) и яри (копьё). Обновленная система получила название Манива Нэн-рю в честь деревни, в которой проживала семья Хигути, и передавалась из поколения в поколение между членами семьи на протяжении более чем 400 лет.
Одним из учеников школы Манива Нэн-рю был самурай Ясубэй Накаяма (яп. 堀部 安兵衛 武庸, 1670—1703), впоследствии сменивший фамилию Накаяма на Хорибэ в связи с женитьбой на дочке влиятельного вассала клана Асано Наганори и вошедший под этим именем в знаменитейшую историю о 47 ронинах из Ако.
Предположительно в 18 веке методы школы Манива Нэн-рю пополнились техниками ядомэдзюцу (яп. 矢留術) — искусства отбивания стрел при помощи меча.

## Характеристика школы
В основном школа изучает кэндзюцу (как с катаной, так и с одати), нагинатадзюцу и содзюцу. Кроме того, Манива Нэн-рю является одной из очень немногих школ, которые обучают ядомэдзюцу.
Манива Нэн-рю является одной из старейших сохранившихся японских боевых традиций на сегодняшний день. Она необычна тем, что на протяжении всей своей истории поддерживалась и развивалась членами конкретной деревни (Манива).
Стиль характеризуется применением фукуро-синая (яп. 袋竹刀), стёганых перчаток и специальных головных уборов для проведения «киривара дзиай» (kiriwara jiai) — соревнований, участники которых могли проверить свои навыки без получения тяжелых травм. Исторически не установлено, в какой момент времени данная традиция стала неотъемлемой частью школы, однако совместно с Синкагэ-рю и Ягю Синкагэ-рю Манива Нэн-рю была одной из первых школ японского будзюцу, которая воспользовалась бамбуковым оружием для тренировок. Это учебно-тренировочное средство в дальнейшем получило развитие в школе Наканиси Итто-рю (яп. 中西派一刀流), основателем которой является Наканиси Тюта Танэсада (Nakanishi Chuto Tanesada), и стало важным элементом в установлении современного спорта — кэндо. Кроме того, в Манива Нэн-рю отсутствуют техники иай.

## Линия передачи
Манива Нэн-рю является ответвлением школы Нэн-рю, поэтому её линия передач ведёт свои корни от основателя последней, монаха Дзиона:
1. Сома Сиро Ёсимото (яп. 相馬 四郎 義元, Нэн Ами Дзион) — основатель Нэн-рю;
2. Мэгуми Акамацу (яп. 赤松三首座禅師慈三) — основатель стиля Акамацу Нэн-рю, одно из трёх ответвлений школы Нэн-рю;
3. Огасавара Хигасиидзуми Бокабуто Акира (яп. 小笠原東泉房甲明);
4. Огасавара Синдзиро Удзицуна (яп. 小笠原新次郎氏綱);
5. Огасавара Бидзэн Маморуси Кэй (яп. 小笠原備前守氏景);
6. Огасавара Чжуан Саэмон'нодзё (яп. 小笠原庄左衛門尉氏重);
7. Томомацу Сэйдзо Фудзивара Удзимунэ (яп. 友松清三藤原氏宗) — врач, странствующий монах[1];
8. Хигути Матаситиро Сададзи (яп. 樋口定次) — февраль 1591 года, основатель Манива Нэн-рю;
9. Хигути Ёриюкицуги (яп. 樋口頼次) — брат Хигути Матаситиро;
10. Хигути Садахиса  (яп. 樋口定久);
11. Хигути Садакацу (яп. 樋口定勝);
12. Хигути Тэйнуки  (яп. 樋口定貫);
13. Хигути Сусумодзё  (яп. 樋口将定) — обучал самурая Ясубэя Хорибэя;
14. Хигути Садахидэ (яп. 樋口定暠) — родзю при Мацудайра Саданобу;
15. Хигути Садахиро (яп. 樋口定広);
16. Хигути Садао (яп. 樋口定雄) — открыл додзё в Коисикаве;
17. Хигути Садатэру (яп. 樋口定輝);
18. Хигути Садакорэ (яп. 樋口定伊) — приблизительно 1800-е года;
19. Хигути Садамэдака (яп. 樋口定高) — построил додзё в Иокогаме;
20. Хигути Садахиро (яп. 樋口定広) — 1867 год, организовал новый тренировочный зал;
21. Хигути Сада Тадаси (яп. 樋口定督);
22. Хигути Садахидэ (яп. 樋口定英);
23. Хигути Тэйсю (яп. 樋口定周);
24. Хигути Садахиро (яп. 樋口定広);
25. Хигути Садахито (яп. 樋口定仁) — текущий глава школы с 1998 года.